# Aegon
Aegon N.V., (Euronext: AGN, NYSE: AEG), är ett nederländskt globalt försäkringsbolag som erbjuder sina privata- och kommersiella kunder bl.a. sjuk–, skade–, olycksfall–, egendom– och livförsäkringar. Det ägnar sig även åt pensions– och kapitalförvaltning. Aegons huvudmarknader är USA, Nederländerna och Storbritannien.
Aegon sponsrar det nederländska fotbollslaget Ajax och den amerikanska golfspelaren Zach Johnson. Bolaget sponsrar även det brittiska tennisförbundet och proffsturneringarna AEGON Championships at The Queen’s Club, AEGON Classic och AEGON International. I sponsoravtalet med brittiska tennisförbundet har Aegon även åtagit sig att delta i spridningen av tennissporten bland brittiska ungdomar och på gräsrotsnivå.